# Drinkyoghurt
Drinkyoghurt is yoghurt om te drinken en wordt op dezelfde manier bereid als yoghurt. Wel wordt er soms veel suiker toegevoegd. 
Allereerst wordt melkzuursel aan melk toegevoegd. Melkzuursel is een bacteriemengsel die de suiker in de melk omzet in melkzuur. Dit is van invloed op de smaak en de houdbaarheid van de melk. Een goede drinkyoghurt bevat vrij veel melkzuur, waardoor het goed is gefermenteerd. Aan naturel drinkyoghurt worden vaak nog gezoete vruchtensappen toegevoegd, dit om de drinkyoghurt een smaak te geven.
Drinkyoghurt is te koop in verse en houdbare varianten. In 1974 introduceerde Mona met Yoki de eerste verse drinkyoghurt op de Nederlandse markt. In 1987 maakte Fristi de eerste houdbare drinkyoghurt. Moderne yoghurtdranken bevatten steeds vaker geen vet of (toegevoegde) suikers. In 2013 introduceerde Optimel Puur 's werelds eerste drinkyoghurt zonder toegevoegd suiker en zonder zoetstoffen. Drinkyoghurts met suiker zijn echter nog steeds populair. Nederlandse kinderen van 2-3 jaar krijgen meer suiker binnen uit drinkyoghurt (8-9% van hun totale suikerinneming) dan uit frisdrank (6-7%).
Drinkyoghurt is een zuivelproduct dat gaat stremmen (bevorderd samenklonteren van melk) door de inwerking van twee bacteriën: de Lactobacillus delbrueckii ssp bulgaricus en de Streptococcus salivarius ssp thermophilus. Alleen als het product deze twee bacteriën bevat, mag het onder de naam drinkyoghurt worden verkocht. Er moeten bovendien nog een groot aantal bacteriën leven op het moment dat ze verkocht worden.
De laatste jaren is drinkyoghurt ook steeds populairder geworden bij volwassenen. Elke Belg eet of drinkt tegenwoordig gemiddeld tien liter yoghurt per jaar. Uit onderzoek blijkt dat het product veel eiwitten bevat (5 tot 7 gram per potje), calcium (150 tot 200 milligram) en zink ( 1 milligram). In yoghurt zitten ook redelijk wat vitaminen, zelfs meer dan in gewone melk waaruit het gemaakt wordt, als gevolg van het gistingsproces. Tijdens de fermentatie (het omzetten van biologische materialen door bacteriën) worden vitamines B1, B2, B6 en PP aangemaakt.